# Soulful Dynamics

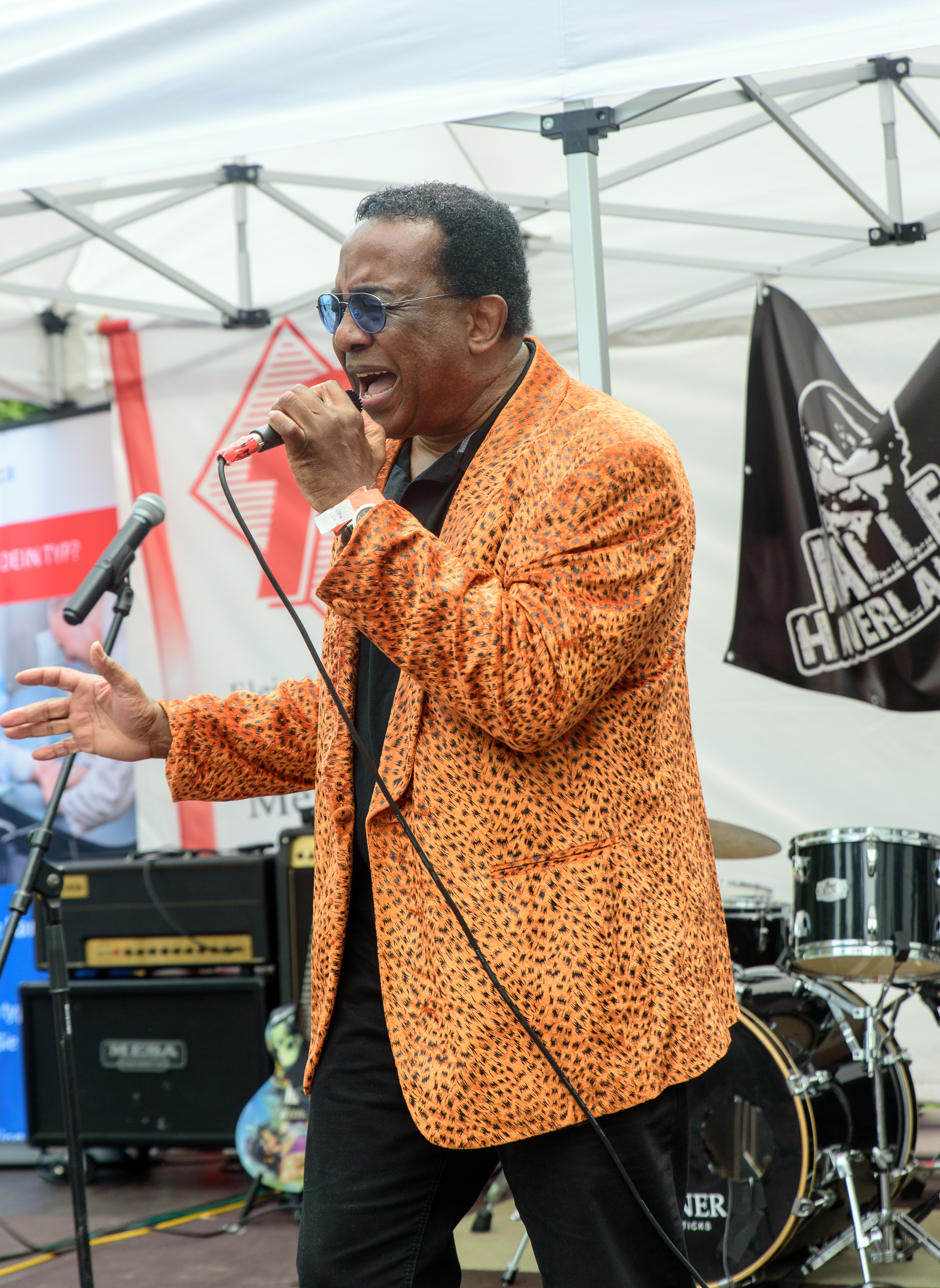
Ernest Clinton Hamburgban (2016)

A Soulful Dynamics egy együttes, mely 1965-ben alakult Libériában. Eredetileg Amerikában szerettek volna szerencsét próbálni, ám az utolsó pillanatban úgy döntöttek, hogy inkább Németország felé veszik az irányt, mivel a dobosuk testvére akkoriban Hamburgban, a libériai nagykövetségen dolgozott. 1969-es megérkezésüket követően Németországban működtek. Legismertebb daluk az 1970-es Mademoiselle Ninette. További slágereik voltak: Annabelle, Birdie, Saah-Saah-Kumba-Kumba és Coconuts From Congoville.

## Tagok
- Emanuel Obedekah (vokál)
- Frederik "Andy" Anderson (gitár, vokál)
- Ernest J.G. Clinton (gitár, vokál)
- Manfred "Maxi" Free (gitár)
- Benjamin "Ben" Mason (dob)
- Olu Igenuma (billentyűsök)
- Molley Morgan (ütősök)

## Lemezeik

### Kislemezek
- 1970 Annabella / Mr. Reggaeman
- 1970 Birdie / Louisiana Race
- 1970 Mademoiselle Ninette / Monkey
- 1971 Saah-Saah-Kumba-Kumba / All Together
- 1972 Coconuts aus Congoville / Azumba
- 1972 Coconuts From Congoville / Azumba
- 1972 Nie-Siah / Devil's Touch
- 1973 Funny Funny Monkey / Gama Gama Gooshy
- 1973 Lady From Amsterdam / Zon-Gele-Zor
- 1974 Malakatra / Doctor Man
- 1974 My Rockin' Lady
- 1974 Sweet Honeybee / Uncle Joe
- 1975 Crying Man
- 1975 Mademoiselle Ninette / Annabella
- 1976 Jungle People
- 1977 Mirabelle
- 1977 Shake Shake Shake / Wanna Love You
- 1982 Dying Snowman / Tumba Tumba

### Nagylemezek
- 1970 African Fire
- 1971 Soulful Dynamics
- 1973 Live Im Studio
- 1977 Jungle People
- 1977 Soulful